# Bale (Syamtalira Bayu)
Bale is een bestuurslaag in het regentschap Aceh Utara van de provincie Atjeh, Indonesië. Bale telt 573 inwoners (volkstelling 2010).